# Efunroye Tinubu

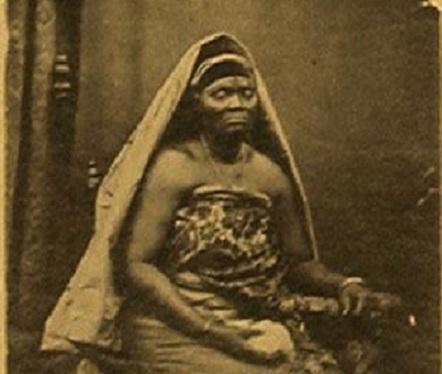
Efunroye Tinubu

Efunporoye Osuntinubu Olumosa (* ca. 1805 in Abeokuta oder Ojokodo; † 1887) war eine Unternehmerin vom Stamme der Yoruba, die Mitte des 19. Jahrhunderts Politik und Wirtschaft in Abeokuta und Lagos dominierte. Sie galt als reichste Frau im Land der Yoruba und als „Königsmacherin“.

## Biographie
Efunroye Tinubu, später auch Madam Tinubu genannt, gehörte zum Volk der Egba, einer Untergruppe der Yoruba. Sie war verheiratet und hatte zwei Söhne. Als sie verwitwete, begann sie einen Handel mit Baumrinde und Blättern, wie schon ihre Mutter und Großmutter zuvor, von denen sie ihr kaufmännisches Wissen gelernt hatte. 1833 heiratete Tinbu den Oba (König) von Lagos, Adele, der aus seinem Amt verbannt worden war. Die Eheleute zogen in die Küstenstadt Badagry, einen Hafen für den Sklavenhandel, wo Tinubu mit Hilfe der Verbindungen ihres Mannes ein Unternehmen aufbaute. Vor allem tauschte sie mit europäischen Händlern Sklaven gegen Salz und Tabak.
1835 kehrte Adele in seine Stellung als König zurück, und er und Tinubu zogen nach Lagos. 1837 starb Adele. Tinubu unterstützte seinen Sohn Oluwole dabei, seinem Vater als König zu folgen, und sie heiratete seinen militärischen Berater Yesefu Bada. Sie baute ihren Handel mit Sklaven und Palmöl aus. Durch ihre Heirat mit dem Militärberater knüpfte sie Kontakte und Handelspartnerschaften mit brasilianischen, portugiesischen und anderen europäischen Händlern. Sie vertrieb von den Europäern importierte Feuerwaffen, wodurch sie während kriegerischer Auseinandersetzungen unter den Yoruba in den 1840er und 1850er Jahren ihren Wohlstand weiter vermehrte.
Oluwole kam 1841 ums Leben, als ein Blitzschlag in seinem Palast eine Explosion verursachte. Tinubu unterstützte die Thronübernahme ihres Schwagers Akintoye, der ihr im Gegenzug Handelsprivilegien und Immobilienbesitz im Zentrum von Lagos zukommen ließ. Sie entwickelte sich zur „grauen Eminenz“ im Königspalast, baute sich eine große Residenz, und es heißt, dass sie 630 persönliche Sklaven besaß. Nachdem in den 1840er Jahren immer mehr europäische Staaten die Sklaverei verboten hatten, verlegte sich Tinubu zunehmend auf den Handel mit Palmöl, Kokosnussöl und Baumwolle, wobei sie den heimischen Markt für diese Güter weitgehend kontrollierte. Sie wurde in Lagos zur wichtigen Verbindungsfrau zwischen europäischen Händlern und Kaufleuten aus dem Hinterland des heutigen Nigeria.

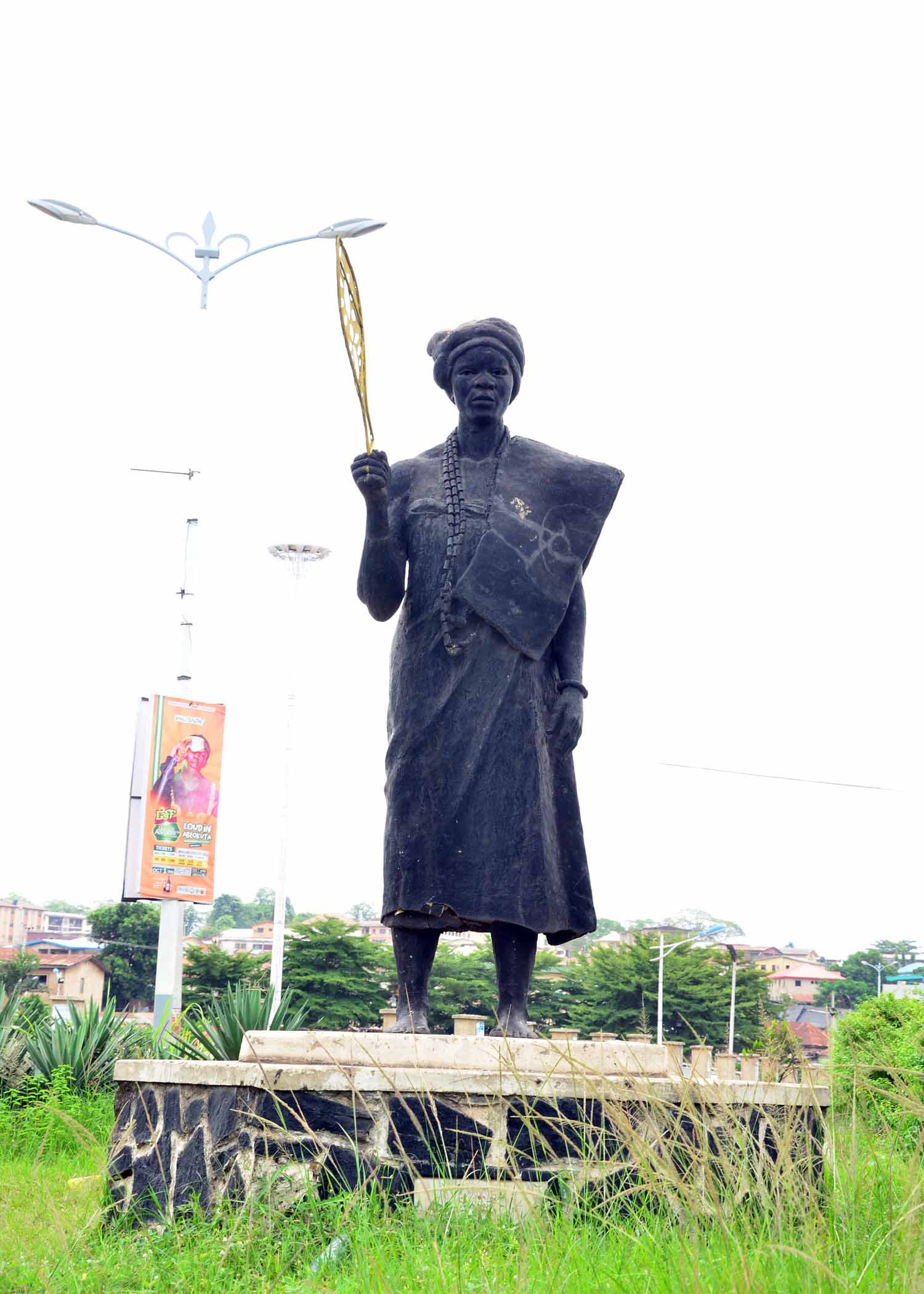
Statue von Tinubu in Abeokuta

1853 wurde Benjamin Campbell erster britischer Konsul in Lagos. Er attackierte die wirtschaftliche Monopolstellung sowie den weiter heimlich ausgeführten Sklavenhandel von Efunroye Tinubu, die wiederum dessen Verletzung der königlichen Autorität ihres Schwagers anprangerte. Sie organisierte ein Komplott gegen Campbell, damit dieser Lagos verlasse. Auch kam es 1853 zu einem Aufstand gegen Akintoye durch zwei Stammeshäuptlinge, weil dieser Tinubu zu viele Privilegien einräume. Auf Akintoye folgte dessen Sohn Dosunmu, der ebenso Unterstützung von Tinubu erhielt, die eine eigene Sicherheitstruppe aus Sklaven befehligte. Im Mai 1856 ließ Campbell britische Kanonenboote vor Lagos in Stellung bringen und erzwang die Verbannung von Tinubu aus Lagos, nachdem er auch König Dosunmu auf seine Seite gezogen hatte.
Tinubu kehrte in ihre Heimatstadt Abeokuta zurück, wo sie bis zu ihrem Tod im Jahr 1887 weiterhin als Unternehmerin tätig war. 1863 unterstützte sie die Verteidigung der Egba gegen eine Invasion aus Dahomey. 1864 wurde sie von den Egba mit dem Titel der Iyalode (erste Dame) geehrt. Sie gilt als erste Frau auf dem Boden des heutigen Nigeria, die sich ein Auto kaufte. Sie ging mit dem arabischen Gelehrten Momor Bukar, der als Priester an ihrem Hof tätig war, eine weitere Ehe ein, dessen Kinder aus weiteren Ehen nach seinem Tod ihren Namen annahmen, ebenso wie eine Reihe von Sklaven. Nach dem Tod von Efunroye Tinubu kam es zu Erb- und Besitzstreitigkeiten um ihren Immobilienbesitz, die zum Teil bis heute (2020) andauern. Angehörige der Familie formierten die Iyalode Efunroye Tinubu Family Ojokodo, Gbagura, Abeokuta, Ogun State.
In Lagos wurde der Tinubu Square nach ihr benannt und eine Skulptur von ihr enthüllt; ebenfalls gibt es eine Statue von ihr in Abeokuta. Die Person von
Efunroye Tinubu wird kontrovers gesehen: Zum einen als machtvolle Unternehmerin, die skrupellos mit Sklaven handelte, zum anderen als Kämpferin gegen den Kolonialismus der Briten und als „Heldin“, die später selbst an der Abschaffung des Sklavenhandels beteiligt gewesen sein soll, nachdem sie von den Lebensumständen dieser Menschen auf der anderen Seite des Atlantiks erfahren habe. Es heißt aber auch, dass sie trotz Verbots den Handel mit Sklaven fortgeführt haben soll.